# HMS Canterbury (1915)
HMS Canterbury là một tàu tuần dương hạng nhẹ thuộc lớp tàu tuần dương C của Hải quân Hoàng gia Anh Quốc được chế tạo trong giai đoạn Chiến tranh Thế giới thứ nhất, và thuộc về lớp phụ Cambrian. Lớp phụ này, vốn còn bao gồm HMS Cambrian, HMS Castor và HMS Constance, về căn bản dựa trên cấu trúc lườn của lớp phụ Caroline nhưng chỉ có hai ống khói và độ dày tối đa của đai giáp lên đến 102 mm (4 inch) thay vì 76 mm (3 inch) như của Caroline. Không giống như những chiếc còn lại trong nhóm, Canterbury được trang bị sáu ống phóng ngư lôi thay vì bốn.
Canterbury được chế tạo bởi hãng John Brown & Company tại Clydebank. Nó được đặt lườn vào ngày 14 tháng 10 năm 1914; được hạ thủy vào ngày 21 tháng 12 năm 1915; và được đưa ra hoạt động cùng Hải quân Hoàng gia vào tháng 4 năm 1916 dưới quyền chỉ huy của Thuyền trưởng, Đại tá Hải quân Percy M. R. Royds.
Trong chiến tranh, Canterbury được phân về Hạm đội Grand, và đã cùng với các tàu chị em Castor và Constance tham gia trận Jutland vào ngày 31 tháng 5 và 1 tháng 6 năm 1916. Nó sống sót qua trận chiến, và sau đó được phân về Hải đội Tuần dương nhẹ 5, hoạt động cùng với Lực lượng Harwich để phòng thủ lối tiếp cận từ phía Đông của eo biển Anh Quốc. Vào ngày 5 tháng 6 năm 1917, trong khi phục vụ cùng Lực lượng Harwich, Canterbury đã đánh chìm tàu phóng lôi S 20 ngoài khơi bờ biển nước Bỉ. Đến năm 1918 nó được phân công hoạt động tại khu vực biển Aegean, nơi nó trải qua thời gian còn lại của chiến tranh mà không có sự kiện nào khác.
Được xem là lạc hậu vào những năm 1930, nó bị bán vào ngày 27 tháng 7 năm 1934 cho hãng Metal Industries tại Rosyth để được tháo dỡ.